# Битва за Бугойно
Битва за Бугойно (сербохорв. Napad NOVJ na Bugojno / Битка за Бугојно) — штурм города Бугойно югославскими коммунистическими партизанами, состоявшийся с 22 по 25 августа 1943 года. Против 3 тысяч партизан из трёх бригад были выставлены 1100 человек гарнизона и 1500 человек подкрепления из хорватского фашистского Чёрного легиона и 7-й дивизии СС «Принц Ойген». В ходе битвы партизаны сумели освободить город, усташские части были разгромлены и с потерями покинули Бугойно.
С освобождением Бугойно расширилась контролируемая партизанами зона Центральной и Западной Боснии, а 3 октября после взятия Ливно и Купреса удалось соединить эту территорию с освобождённой Далмацией. Участникам штурма верховный главнокомандующий Иосип Броз Тито выразил личную благодарность.

## Предыстория
После освобождения городов Горни-Вакуф (4 августа), Дони-Вакуф (17 августа), Прозор и Яйце (17 августа) югославские партизаны приблизились к городу Бугойно, стратегической позиции в Центральной Боснии. Из города шли стратегически важные дороги к Травнику и Зенице с одной стороны и к Купресу и Ливно с другой: по этим дорогам свободно могли двигаться подкрепления. Годом ранее, в июле 1942 года, партизанские бригады уже дважды предпринимали безуспешные попытки овладеть городом.
В ходе совещания штабов 1-й и 5-й дивизий НОАЮ, состоявшегося с 11 по 13 августа 1943 года, было принято решение о третьем по счёту штурме города. 19 августа Верховный штаб НОАЮ отдал распоряжения штабам 1-й и 5-й дивизий подготовиться к атаке города: атаку возглавили командующие обеих дивизий.

## Силы сторон
В штурме города должны были участвовать 1-я, 3-я и 4-я краинские бригады, насчитывавшие до 3 тысяч человек. Все партизаны были хорошо вооружены, имея не только численное, но и техническое превосходство. О составе гарнизона поступали противоречивые сведения (от 400 до 500 усташей и несколько сотен домобранцев). В распоряжении Раде Зорича фигурирует цифра в 500 усташей и 600 домобранцев.

## План атаки
Партизанам предстояло преодолеть мощную линию обороны из ряда бункеров, защищённых колючей проволокой и минными полями. Всем батальонам был отдан приказ пробить оборону противника, прорваться в центр города и ни в коем случае не обращать внимания на огонь противника. Ударную группу составили первые роты 1-го и 3-го батальонов 4-й бригады: та должна была незаметно перед началом атаки пробраться в центр города, сыграв своеобразную роль «пятой колонны» в военном смысле.

## Штурм
Атака на город началась ночью 22 августа: ударная группа 4-й краинской бригады, воспользовавшись темнотой, незаметно пробралась в центр города и расположилась около церкви. В 23:15 прозвенел церковный колокол, ставший условным сигналом к атаке. Усташские войска, разбуженные колокольным звоном, мгновенно были приведены в полную боевую готовность и тут же вступили в бой. Однако высокой боеготовности усташей партизаны успешно противопоставили запас во времени и тактическую выучку, нарушив мгновенными ударами всю систему обороны города и прорвавшись довольно глубоко, а также заблокировав почти все огневые точки. Особенно жестокие бои разгорелись на улицах: враг защищал каждый дом, и каждая малочисленная группа боролась до последней капли крови.
К полудню 23 августа обе бригады заняли почти весь город и его оборонительные сооружения, кроме электростанции в деревне Весела и двух ДОТов на горе Главице. Отступившие усташские войска заняли дома в пригороде и здания районного управления, полицейского участка, школы, почтового отделения, аптеки, Сокольского дома и часть Врбаса. Там усташи расположили новую линию обороны.
Оборонявшиеся вызвали на помощь подкрепления из Прозора и Купреса, поскольку были уверены, что партизаны продолжат атаку Бугойно. В Прозор днём ранее отправились части 7-й дивизии СС, и именно туда же планировала продолжить движение 1-я краинская бригада, однако с учётом присутствия немецких подкреплений бригада отказалась от такого плана.
23 августа утром при поддержке сил люфтваффе немцы начали наступление из Прозора в сторону Маклена, но 1-я краинская бригада отбила их атаку и вынудила отступить. На следующее утро повторная атака немцев опять провалилась: Бугойно оказался в кольце. Тем временем 3-я и 4-я бригады продолжали добивать несдавшихся защитников города: постепенно партизаны уничтожали пункты сопротивления. 2-й батальон ударной группы успешно освободил электростанцию, захватив 48 человек, пытавшихся сбежать в Травник. Самые упорные усташи и домобранцы, которые понимали тяжесть всей ситуации, решились на прорыв и сбежали в ночь с 24 на 25 августа. Понеся большие потери, им удалось вырваться из кольца окружения. К 25 августа город был освобождён.

## Результаты боя

### Потери и трофеи
По данным штабов всех трёх бригад, 3-я краинская бригада уничтожила 70 солдат противника, захватив в плен 16 человек. Среди трофеев оказались 4 пулемёта, миномёт с 222 снарядами, 100 винтовок и 30 тысяч патронов к ним, 1000 разных орудийных боеприпасов и многочисленное иное снаряжение. Потери бригады составили 25 человек убитыми и 46 ранеными (из них 15 тяжело ранены).
4-я краинская бригада уничтожила 78 солдат противника, взяв в плен 48 человек. В число трофеев попали 6 пулемётов, 74 винтовки, 4 пистолета, 250 ручных гранат, 25 тысяч патронов и иное снаряжение. Потери бригады составили 6 человек убитыми и 13 ранеными.
Личную благодарность выразил верховный главнокомандующий Иосип Броз Тито, похвалив бойцов за проявленную отверженность и решительность в битве за освобождение города Бугойно.

### Стратегические последствия
Город Бугойно был с 1941 года стратегически важной крепостью для усташей, и его захват партизанами стал серьёзным поражением Независимого государства Хорватии. После установления органов самоуправления, лояльных Антифашистскому вечу народного освобождения Югославии, в 5-ю дивизию стали набираться добровольцы: только из одного Врбаса в дивизию вступили 300 человек.
Спустя небольшой промежуток времени капитулировала и Италия, а 1-я и 4-я дивизии, воспользовавшись формальным прекращением сопротивления Италии во Второй мировой и замешательством усташей, уничтожили укрепления на линии Ливно-Купрес из 5-го усташского военного округа 3 октября 1943, остатки гарнизона бежали в Загреб.
8 января 1944 года Бугойно было снова захвачено силами горнострелковой дивизии «Эдельвейс» в рамках операции «Вальдрауш», но 2 сентября того же года город был освобождён советскими и югославскими частями на этот раз окончательно.